# Detlef Okrent
Detlef Okrent (26. listopada 1909. – 24. siječnja 1983.) je bivši njemački hokejaš na travi. Igrao je na mjestu braniča.
Osvojio je srebrno odličje na hokejaškom turniru na Olimpijskim igrama 1936. u Berlinu igrajući za Njemačku. Odigrao je jedan susret.

## Vanjske poveznice
- Profil na Database Olympics